# Wysokie Bereście Południowe
Wysokie Bereście Południowe lub Pusta (840 m) – szczyt w granicznym polsko-słowackim grzbiecie Pasma Leluchowskiego, które w polskiej regionalizacji fizycznogeograficznej według Jerzego Kondrackiego zaliczone zostały do Beskidu Sądeckiego, w nowszej regionalizacji z 2018 r. wraz z Górami Lubowelskimi do Pogórza Popradzkiego. Stoki północno-zachodnie opadają do doliny potoku Pusta. Wysokie Bereście Południowe jest zwornikiem; w południowym kierunku na Słowację opada z niego boczny grzbiet opływany przez dwa potoki. Jest całkowicie porośnięte lasem. Prowadzą przez niego dwa szlaki turystyczne
Zachodni stok Wysokiego Bereścia Południowego należy do wsi Wojkowa, wschodni do wsi Muszynka w województwie małopolskim, w powiecie nowosądeckim, południowy grzbiet znajduje się w Słowacji. Na szczycie jest słupek graniczny 276/13.

## Szlaki turystyczne
– żółty: Muszyna – Malnik – Garby – Przechyby – Dubne (szczyt) – Wojkowa – Kamienny Horb – Pusta – Wysoka Horka – Bukowina – Muszynka. 7:30 h, ↓ 6:45 h.
 – czerwony wzdłuż granicy polskiej: Obručné – Kamienny Horb – Wysokie Bereście Południowe – Wysoka Horka – Bukowina – Przełęcz Tylicka.